# Johann Friedrich Doles
Johann Friedrich Doles starszy (ur. 23 kwietnia 1715 w Steinbach-Hallenberg, zm. 8 lutego 1797 w Lipsku) – niemiecki kompozytor, kantor i organista.

## Życiorys
Pochodził z rodziny muzycznej. Jego ojciec, Johann Andreas Doles, był kantorem w Steinbach-Hallenberg. Kształcił się początkowo w Schmalkalden, później uczęszczał do gimnazjum w Schleusingen. Już wówczas komponował pierwsze arie, motety i utwory okolicznościowe. W 1739 roku rozpoczął studia teologiczne na Uniwersytecie w Lipsku, jednocześnie pobierając lekcje u Johanna Sebastiana Bacha. Podczas studiów prowadził lipskie Grosse Konzerte.
W 1744 roku objął funkcję kantora gimnazjalnego i dyrektora muzyki we Freibergu, odszedł jednak stamtąd po konflikcie z dyrektorem Johannem Gottliebem Biedermannem w 1755 roku. W latach 1756–1789 był kantorem kościoła św. Tomasza w Lipsku. W 1789 roku odwiedził go w Lipsku Wolfgang Amadeus Mozart, który zachwycił się wykonaniem motetu Bacha Singet dem Herrn ein neues Lied i poprosił o kopię partytury. Do jego uczniów należeli Johann Ernst Altenburg, Johann Friedrich Samuel Döring i Franz Vollrath Buttstett.
Syn Dolesa, Johann Friedrich młodszy (1746–1796), był prawnikiem i kompozytorem.

## Twórczość
Należy do czołowych obok Gottfrieda Augusta Homiliusa przedstawicieli protestanckiej muzyki sakralnej w Niemczech końca XVIII wieku. Jego muzyka wykazuje cechy typowe zarówno dla muzyki baroku, jak i klasycyzmu, co zapewniło mu dużą popularność wśród współczesnych. Chociaż darzył wielkim szacunkiem J.S. Bacha, jako kantor kościoła św. Tomasza w Lipsku praktycznie zaprzestał wykonywania jego dzieł.
Wśród jego kompozycji znajduje się około 160 kantat, 35 motetów, trzy Pasje, trzy Te Deum, dwie msze, Magnificat, a także około 40 pieśni (głównie do tekstów Christiana Fürchtegotta Gellerta). Nie zachował jego singspiel skomponowany w 1748 roku z okazji pokoju w Akwizgranie. 
Był też autorem pracy teoretycznej Anfangsgründe zum Singen.